# Правителі Поділля
Правителі Поділля — володарі або намісники Подільської землі від середини XIV ст. до 1431 р. (Західне Поділля) і 1471 р. (Східне Поділля).

## Подільське князівство
| Зображення                                                                              | Ім'я                           | Роки Життя | Правив від | Правив до | Примітки |
| --------------------------------------------------------------------------------------- | ------------------------------ | ---------- | ---------- | --------- | --- |
|                                                                                         | Юрій Коріятович                | ?-1375     | 1363       | 1374      | У співправительстві з братом Олександром Коріятовичем |
|                                                                                         | Олександр Коріятович           | ?-1380     | 1363       | 1380      | У співправительстві з Юрієм (1363-1374) та Костянтином (1374-1380) Коріятовичами                                                                                                |
|                                                                                         | Костянтин Коріятович           | 1335-1389  | 1374       | 1389      | У співправительстві з Олександром (1374-1380) та Федором (до 1388-1389) Коріятовичами                                                                                           |
|                                                                                         | Федір Коріятович               | 1331-1414  | до 1388    | 1394      | У співправительстві з Костянтином Коріячтовичем (1388-1389) |
|                                                                                         | Владислав ІІ Ягайло            | 1362-1434  | 1394       | 1395      | Отримав Поділля після походу Вітовта і Скіргайла у 1394 р. В наступному році передав його своєму вассалу — Спитку з Мельштина                                                   |
|                                                                                         | Спитко II Мельштинський        | 1365-1399  | 1395       | 1399      | Отримав від Ягайла спочатку Західне Поділля (без Теребовлі), а згодом й східне до Черкас, титулувався «Паном і володорем Подільської Землі» та «Князем Подільським»             |
|                                                                                         | Свидригайло Ольгердович        | 1370-1452  | 1399       | 1401      | Отримав Поділля від Ягайла після загибелі Спитка, згодом втік з краю |
| 1401 р. Подільське князівство було ліквідоване і увійшло до складу Корони Польської     |                                |            |            |           | |
|                                                                                         | Василь Чорторийський, староста | 1375-1416  | 1401       | 1403      | |
| 1411 р. Ягайло передав Поділля Вітовту доживотно. Останній призначив туди своїх старост |                                |            |            |           | |
|                                                                                         | Вітовт Великий                 | 1350-1430  | 1411       | 1430      | Отримав Поділля від Ягайла після перемоги над тевтонцями під Грюнвальдом |
|                                                                                         | Юрій Гедигольд                 | ?-1435     | 1415       | 1423      | |
|                                                                                         | Свидригайло Ольгердович        | 1370-1452  | 1430       | 1438      | Після смерті Вітовта, як Великий князь Литовський. Ягайло вимагав у Свидригайла вернути Поділля до Корони Польської як це передбачалось Городельською унією, однак той відмовив |
|                                                                                         | Федір (Федько) Несвизький      | 1380-1442  | 1431       | 1434      | |
|                                                                                         | Іван (Івашко) Монивидович      | 1400-1458  | 1436       | 1438      | |
|                                                                                         | Семен Олелькович               | 1418-1470  | 1455       | 1470      | |

1434 року Подільська земля була розділена між Польським королівством і Великим князівством Литовським по р. Морахві. На польській території було створено Подільське воєводство.
1455 р. Східне Поділля було приєднане до Київського князівства Олельковичів.